# Велес
 Тази статия е за града в Северна Македония.  За славянския бог вижте Велес (бог).  За аржентинския футболен отбор вижте Велес Сарсфийлд.
Вѐлес (на македонска литературна норма: Велес) е град в централната част на Северна Македония, разположен на река Вардар. Той е седми по големина в страната. Градът е център на община Велес и на Повардарската епархия на Македонската православна църква. Турското му име е Кьопрюлю (Köprülü), което означава мост. От 1946 до 1996 г. градът носи името Титов Велес в чест на комунистическия диктатор Йосип Броз Тито.

## География
Близо до Велес се намира река Брегалница, която се влива във Вардар. Градът се намира на главния път между Скопие и Гевгели (продължава за Атина). Южно от града се намира пещерната църква „Свети Марко“.
На река Вардар във Велес са изградени 4 моста: Стар мост, Пешеходен мост, Железен мост и Мост Гемиджии.

## История
Градът е основан през 168 г. пр. Хр. и носи името Вила Зора. Част от жителите му идват от античния град Стоби.
След началото на XI век градът неколкократно се споменава като част от Пелагонийската епархия на Охридската архиепископия. По-късно градът е известен с манастира „Свети Димитър“ от XIV век.
На 2 km южно над града е средновековната крепост Кале.

### В Османската империя
През 1704 година сръбският книжовник Йеротей Рачанин посещава Велес и пише: 
| „ | И пак дойдохме на 14 ден във Велес, град български, а турците го наричат Кюпрюлия. | “ |

Гръцкият просвещенец Атанасиос Псалидас пише в своята „География“ (1818 - 1822), че Кюпрули е населяван от „турци и българи, които са най-невежи“.
През 1840 година е построена църквата „Свети Пантелеймон“, проектирана от архитект Андрей Дамянов, една от най-големите църкви от XIX век в Македония. Според свидетелства на посетили града през 1859 година американски мисионери, той има 30 – 35 хиляди жители, като мнозинството са турци, но всички говорят български. Йордан Хаджиконстантинов Джинот пише в 1859 година: „Велесъ градъ содержава до 5000 души Болгары, 1600 Труцы, до 185 Цинцары, и 150 Циганы“.
Руският консул в Битоля, Михаил Хитрово, през 1862 година пише, че общият брой на населението на Велес достига до 20 хиляди души, от които две трети българи християни. Според него мюсюлманските жители на града непрекъснато намаляват, като 40 години по-рано са били мнозинство от населението. Езиците, които се употребяват във Велес, са български и турски, като турците също говорят български. В града отдавна функционира българско училище. „В нито един от градовете на тукашните местности, отбелязва Хитрово, не съм срещал българското население така развито в гражданско отношение, както във Велес“
Александър Синве („Les Grecs de l’Empire Ottoman. Etude Statistique et Ethnographique“), който се основава на гръцки данни, в 1878 година пише, че във Велес (Vélissa Keuprulu) живеят 5200 гърци. В „Етнография на вилаетите Адрианопол, Монастир и Салоника“, издадена в Константинопол в 1878 година и отразяваща статистиката на населението от 1873 година, Велес е посочен като град с 1470 домакинства и 1007 жители мюсюлмани и 4884 българи.
В 1894 година Густав Вайганд пише в „Аромъне“: „Тукъ се намиратъ 50 аромѫнски фамилии и дѣйствуватъ противъ българетѣ.“
В началото на XX век градът е център на Велешка каза в Османската империя. Според българския географ Васил Кънчов („Македония. Етнография и статистика“) в началото на XX век Велес има 19 700 жители, както следва: 12 000 българи християни, 6600 турци, 500 власи и 600 цигани.
Тоталното мнозинство на християнските жители на града е под върховенството на Българската екзархия. Според статистиката на секретаря на Екзархията Димитър Мишев („La Macédoine et sa Population Chrétienne“) в 1905 година християнското население на Велес се състои от 13 816 българи екзархисти, 56 българи патриаршисти сърбомани, 35 гърци, 402 власи, 12 албанци и 444 цигани. В града има 2 прогимназиални и 2 основни български училища, и по едно прогимназиално и едно основно гръцко, влашко и сръбско.
Преди построяването на Баронхиршовата железница по направлението Косовска Митровица – Солун през 1873 – 1874 г., в града процъфтява търговията със салове, които се спускат натоварени със стока по река Вардар до Солун.

### След Балканските войни
При избухването на Балканската война 306 души от Велес са доброволци в Македоно-одринското опълчение. На 5 октомври 1912 година градът е освободен от четите на Даме Мартинов, Тодор Оровчанов и Трайко Павлов, които на 15 октомври го предават на настъпващите сръбски части. Пръв сръбски кмет на града става Лазар Трайков.
След Междусъюзническата война градът остава в Сърбия.
Поне 80 души родом от Велес, в редиците на българската армия, загиват на фронта във войните за национално обединение на България.
По време на българското управление във Вардарска Македония в годините на Втората световна война, Константин Д. Ванов е български кмет на Велес от 8 август 1941 година до 5 ноември 1942 година. След това кметове са Николай К. Колев от Литаково (5 ноември 1942 - 3 ноември 1943) и Димитър П. Попов от Драганово (5 ноември 1943 - 9 септември 1944).
В края на 1944 година на смърт чрез разстрел са осъдени 10 будни местни българи начело с Георги Димитров и Наки Георгиев, на 30 май 1945 е проведен друг противобългарски съдебен процес, като обвиняеми са младежът Любен Гьошев Бръчков, гимназистът Благой Алексов Чушков и други, осъдени в града са и Ангел Димов от село Войница, Благой Варналиев, Алица Вондикова, местният печатар Лазар Крайнчанец и други.
На юг от града, от дясната страна на пътя за Градско се намира църквата „Света Петка“. Първоначално е параклис, който през 90-те години на ХХ век прераства в малка църква. Във вътрешността на църквата има извор, смятан за целителен.

## Население
Според преброяването от 1994 градът има 44 149 жители, а според това от 2002 година – 43 716.
| Националност | Всичко |
| македонци    | 40 269 |
| албанци      | 91     |
| турци        | 1694   |
| роми         | 799    |
| власи        | 340    |
| сърби        | 297    |
| бошняци      | 36     |
| други        | 190    |

## Побратимени градове
- Перник, България
- Свищов, България[22]

## Галерия
- Велес през 1863 година
- Паметник на Кочо Рацин във Велес
- Паметник на Тодор Александров във Велес
- Плочата на паметника на Илинденците
- Паметник на велешките илинденци
- „Св. св. Кирил и Методий“
- Знамето на Велешкия зарзаватчийски еснаф от времето на Младотурската революция

## Велешани
- Известни велешани.

Сред видните български фамилии в града са Кушеви – едно от видните велешки семейства заедно с Весови, Дръндарови, Хаджиничеви, Хаджипанзови, Владикоецови, Пройчеви, Попкочови, Голистоянови, Ризови, Четкови, Попйорданови, Джайкови, Шоптраянови, Шулеви, Пенини, Попгьорчеви, Крепиеви и Хаджимишеви.

## Кухня
Типично ястие за Велес е пастърмайлията, наричано и велешка пита, наподобяващо пица. В чест на ястието всяка година в града се провежда кулинарният фестивал „Велешка питияда“.